# Tatjana Radovanović
Tatjana Radovanović (Gdinj, 1933.) je hrvatska pjesnikinja, slikarica i grafičarka s otoka Hvara. Piše pjesme na čakavskom narječju hrvatskog jezika i na francuskom jeziku. Živi i radi u Parizu. Kćer je hrvatskog zaslužnog humanista, slikara, pjesnika i društvenog radnika prof. Ivka Radovanovića. Sestra je likovnog umjetnika Ive Radovanovića.
Osnovnu školu je pohađala u Gdinju. U Split je pošla pohađati srednju školu, Školu primijenjene umjetnosti. U Zagrebu je završila umjetničku školu. 
Jedno je vrijeme je radila u osnovnim školama u Gdinju i Bogomolju kao nastavnica likovnog odgoja. 
Godine 1960. je pošla studirati na zagrebačkoj Akademiji likovnih umjetnosti, na tek utemeljenom Pedagoškom odjelu. Na fakultetu je došla do statusa asistentice (kod prof. Berakovića).
Godine 1965. je otišla u Pariz, gdje je ostala živjeti i raditi.
Održala je deset likovnih izložaba. Sudjelovala je na nekim Susretima čakavskih pjesnikinja otoka Hvara (2008., 2009.). 2005. je na manifestaciji Croatia rediviva: Ča, Kaj, Što – baštinski dani dobila nagradu Ovjenčanog pjesnika (poeta olivatus).

## Djela
- Živo stinje , zbirka pjesama, 1999.
- Tragom zalutalih jeka: (od jeke do glasa), meditacija u stihu, 2009.

Pjesme sa Susreta čakavskih pjesnikinja su joj izašle u zborniku Jazik naših materih.
Neke pjesme joj je uglazbio poznati hrvatski skladatelj Dinko Fio, a neke su izvedene na omiškom Festivalu dalmatinskih klapskih pjesama. Pjesma Tatjane Radovanović Nabrajanje je na tom festivalu 1985. godine dobila plaketu za najbolju izvedbu nove skladbe. Pjesmu je uglazbio Dinko Fio, a izveo ju je KUD Filip Dević.
Kao grafičarka izrađuje listove u aquatinti i cinkopisu. Slikarski radi u tehnici ulje na platnu.